# Saison 2018-2019 du Paris Football Club (féminines)
Maillots
Chronologie
Saison précédente Saison suivante
La saison 2018-2019 du Paris FC est la quarante-huitième saison de son histoire et la trente-deuxième consécutive en première division (précédemment sous le nom du Juvisy FCF).
Sandrine Soubeyrand est nommée entraîneuse de l'équipe le 4 octobre 2018 et le club joue ses matchs à domicile au Stade Robert-Bobin, à Bondoufle.
La section féminine du Paris FC évolue également au cours de la saison en Coupe de France, où il se fera éliminer en demi-finale.

## Championnat

### Phase aller - Journées 1 à 11
| J.                                                                                             | Rencontre       | Rencontre | Rencontre   | Place    |
| ---------------------------------------------------------------------------------------------- | --------------- | --------- | ----------- | -------- |
| 1                                                                                              | Paris FC        | 2-0       | EA Guingamp | 3e (0)   |
| 2                                                                                              | Paris SG        | 5-1       | Paris FC    | 7e (-3)  |
| 3                                                                                              | Paris FC        | 0-0       | Lille OSC   | 5e (-5)  |
| 4                                                                                              | O. lyonnais     | 5-0       | Paris FC    | 7e (-8)  |
| 5                                                                                              | FC Fleury 91    | 1-1       | Paris FC    | 8e (-10) |
| 6                                                                                              | Paris FC        | 4-0       | Rodez AF    | 6e (-10) |
| 7                                                                                              | ASJ Soyaux      | 0-2       | Paris FC    | 3e (-10) |
| 8                                                                                              | Paris FC        | 5-0       | G. Bordeaux | 3e (-10) |
| 9                                                                                              | Montpellier HSC | 2-0       | Paris FC    | 3e (-13) |
| 10                                                                                             | Paris FC        | 2-2       | FC Metz     | 3e (-13) |
| 11                                                                                             | Dijon FCO       | 0-5       | Paris FC    | 3e (-13) |
| Légende : ( ) = écart en point sur le premier ou, si le Paris FC est premier, sur le deuxième. |                 |           |             |          |

### Phase retour - Journées 12 à 22
| J.                                                                                             | Rencontre   | Rencontre | Rencontre       | Place    |
| ---------------------------------------------------------------------------------------------- | ----------- | --------- | --------------- | -------- |
| 12                                                                                             | Lille OSC   | 2-1       | Paris FC        | 4e (-16) |
| 13                                                                                             | Paris FC    | 1-3       | Paris SG        | 4e (-19) |
| 14                                                                                             | Rodez AF    | 1-0       | Paris FC        | 6e (-22) |
| 15                                                                                             | Paris FC    | 2-1       | FC Fleury 91    | 5e (-22) |
| 16                                                                                             | Paris FC    | 1-4       | O. lyonnais     | 5e (-25) |
| 17                                                                                             | EA Guingamp | 0-1       | Paris FC        | 5e (-25) |
| 18                                                                                             | Paris FC    | 0-0       | ASJ Soyaux      | 5e (-27) |
| 19                                                                                             | Paris FC    | 4-0       | Dijon FCO       | 5e (-25) |
| 20                                                                                             | FC Metz     | 0-1       | Paris FC        | 5e (-25) |
| 21                                                                                             | Paris FC    | 0-1       | Montpellier HSC | 5e (-28) |
| 22                                                                                             | G. Bordeaux | 1-1       | Paris FC        | 5e (-30) |
| Légende : ( ) = écart en point sur le premier ou, si le Paris FC est premier, sur le deuxième. |             |           |                 |          |

### Évolution du classement et des résultats
| Journée  | 1 | 2 | 3 | 4 | 5 | 6 | 7 | 8 | 9 | 10 | 11 | 12 | 13 | 14 | 15 | 16 | 17 | 18 | 19 | 20 | 21 | 22 | Journées en tête |
| -------- | - | - | - | - | - | - | - | - | - | -- | -- | -- | -- | -- | -- | -- | -- | -- | -- | -- | -- | -- | ---------------- |
| Rang     | 3 | 7 | 5 | 7 | 8 | 6 | 3 | 3 | 3 | 3  | 3  | 4  | 4  | 6  | 5  | 5  | 5  | 5  | 5  | 5  | 5  | 5  | 0                |
| Résultat | G | P | N | P | N | G | G | G | P | N  | G  | P  | P  | P  | G  | P  | G  | N  | G  | G  | P  | N  | —                |

## Coupe de France
La Coupe de France 2018-2019 est la 18e édition de la Coupe de France féminine de football, une compétition à élimination directe mettant aux prises tous les clubs de football amateurs et professionnels à travers la France métropolitaine et les DOM-TOM. Elle est organisée par la FFF et ses ligues régionales. Le Paris FC jouant en Division 1, il entre en compétition lors des seizièmes de finale.

## Statistiques

### Statistiques collectives
| Compétition     | Débute au tour | Termine     | Matches joués | Gagnés | Nuls | Perdus | Buts pour | Buts contre | Différence |
| --------------- | -------------- | ----------- | ------------- | ------ | ---- | ------ | --------- | ----------- | ---------- |
| Division 1      | -              | 5e          | 22            | 9      | 5    | 8      | 34        | 28          | +6         |
| Coupe de France | 1/16 de finale | Demi finale | 4             | 3      | 0    | 1      | 5         | 1           | +4         |
| Total           | -              | -           | 26            | 12     | 5    | 9      | 39        | 29          | +10        |

### Statistiques individuelles
(Mis à jour le 10 juin 2019)
| Numéro | Poste | Nat. | Nom                 | Championnat | Championnat | Championnat | Championnat | Championnat  | Coupe de France | Coupe de France | Coupe de France | Coupe de France | Coupe de France | Total | Total | Total       | Total  | Total        |
| Numéro | Poste | Nat. | Nom                 | M.j.        | Tps         | But inscrit | Averti      | Carton rouge | M.j.            | Tps             | But inscrit     | Averti          | Carton rouge    | M.j.  | Tps   | But inscrit | Averti | Carton rouge |
| ------ | ----- | ---- | ------------------- | ----------- | ----------- | ----------- | ----------- | ------------ | --------------- | --------------- | --------------- | --------------- | --------------- | ----- | ----- | ----------- | ------ | ------------ |
| 1      | G     |      | Camille Pecharman   | 7           | 630         | 0           | 0           | 0            | 0               | 0               | 0               | 0               | 0               | 7     | 630   | 0           | 0      | 0            |
| 16     | G     |      | Karima Benameur     | 15          | 1350        | 0           | 0           | 0            | 4               | 360             | 0               | 0               | 0               | 19    | 1710  | 0           | 0      | 0            |
| 30     | G     |      | Emilie Wallet       | 0           | 0           | 0           | 0           | 0            | 0               | 0               | 0               | 0               | 0               | 0     | 0     | 0           | 0      | 0            |
| 5      | D     |      | Elisa De Almeida    | 16          | 1406        | 0           | 0           | 0            | 3               | 254             | 0               | 1               | 0               | 19    | 1660  | 0           | 1      | 0            |
| 19     | D     |      | Théa Greboval       | 13          | 1135        | 1           | 2           | 0            | 1               | 90              | 0               | 0               | 0               | 14    | 1225  | 1           | 2      | 0            |
| 22     | D     |      | Estelle Cascarino   | 19          | 1628        | 0           | 3           | 0            | 4               | 274             | 0               | 0               | 0               | 23    | 1902  | 0           | 3      | 0            |
| 27     | D     |      | Julie Soyer         | 17          | 1423        | 0           | 1           | 0            | 4               | 360             | 0               | 0               | 0               | 21    | 1783  | 0           | 1      | 0            |
| 33     | D     |      | Caroline Pimentel   | 3           | 20          | 0           | 0           | 0            | 0               | 0               | 0               | 0               | 0               | 3     | 20    | 0           | 0      | 0            |
| 35     | D     |      | Lou Bénard          | 0           | 0           | 0           | 0           | 0            | 0               | 0               | 0               | 0               | 0               | 0     | 0     | 0           | 0      | 0            |
| 8      | M     |      | Inès Jaurena        | 16          | 1065        | 1           | 1           | 0            | 3               | 270             | 0               | 0               | 0               | 19    | 1335  | 1           | 1      | 0            |
| 10     | M     |      | Annaïg Butel        | 16          | 1367        | 0           | 1           | 0            | 2               | 180             | 0               | 0               | 0               | 18    | 1547  | 0           | 1      | 0            |
| 14     | M     |      | Alice Benoît        | 16          | 860         | 0           | 2           | 0            | 3               | 119             | 0               | 0               | 0               | 19    | 979   | 0           | 2      | 0            |
| 15     | M     |      | Rebecca Quinn       | 2           | 172         | 0           | 0           | 0            | 1               | 90              | 0               | 0               | 0               | 3     | 262   | 0           | 0      | 0            |
| 18     | M     |      | Charlotte Bilbault  | 16          | 1248        | 0           | 2           | 1            | 3               | 270             | 0               | 0               | 0               | 19    | 1518  | 0           | 2      | 1            |
| 21     | M     |      | Michaela Abam       | 10          | 272         | 1           | 0           | 0            | 2               | 41              | 0               | 0               | 0               | 12    | 313   | 1           | 0      | 0            |
| 23     | M     |      | Eseosa Aigbogun     | 13          | 822         | 0           | 0           | 0            | 4               | 339             | 0               | 0               | 0               | 17    | 1161  | 0           | 0      | 0            |
| 29     | M     |      | Sophie Vaysse       | 13          | 617         | 0           | 1           | 0            | 2               | 85              | 0               | 0               | 0               | 15    | 702   | 0           | 1      | 0            |
| 32     | M     |      | Charlotte Villetard | 0           | 0           | 0           | 0           | 0            | 0               | 0               | 0               | 0               | 0               | 0     | 0     | 0           | 0      | 0            |
| 34     | M     |      | Mélanie Carvalho    | 4           | 48          | 0           | 0           | 0            | 0               | 0               | 0               | 0               | 0               | 4     | 48    | 0           | 0      | 0            |
| 7      | A     |      | Marina Makanza      | 16          | 691         | 2           | 0           | 0            | 4               | 134             | 2               | 0               | 0               | 20    | 825   | 4           | 0      | 0            |
| 9      | A     |      | Mathilde Bourdieu   | 15          | 908         | 4           | 1           | 0            | 1               | 53              | 0               | 0               | 0               | 16    | 961   | 4           | 1      | 0            |
| 11     | A     |      | Clara Matéo         | 22          | 1807        | 3           | 0           | 0            | 4               | 342             | 1               | 0               | 0               | 26    | 2149  | 4           | 0      | 0            |
| 17     | A     |      | Gaëtane Thiney      | 22          | 1980        | 8           | 3           | 0            | 4               | 360             | 2               | 0               | 0               | 26    | 2340  | 10          | 3      | 0            |
| 20     | A     |      | Linda Sällström     | 21          | 1740        | 12          | 1           | 0            | 4               | 339             | 0               | 0               | 0               | 25    | 2079  | 12          | 1      | 0            |
| 28     | A     |      | Camille Catala      | 5           | 209         | 0           | 0           | 1            | 0               | 0               | 0               | 0               | 0               | 5     | 209   | 0           | 0      | 1            |

### Onze type (toutes compétitions confondues)
(Mis à jour le 10 juin 2019)
| \| No. \| Pos. \| Joueur \| Titulaire \| \| --- \| ---- \| ------------------ \| --------- \| \| 16 \| GB \| Karima Benameur \| 19 \| \| 5 \| DC \| Elisa De Almeida \| 19 \| \| 10 \| DC \| Annaïg Butel \| 17 \| \| 27 \| DD \| Julie Soyer \| 20 \| \| 22 \| DG \| Estelle Cascarino \| 21 \| \| 8 \| MD \| Inès Jaurena \| 16 \| \| 18 \| MD \| Charlotte Bilbault \| 18 \| \| 17 \| MO \| Gaëtane Thiney \| 26 \| \| 9 \| AG \| Mathilde Bourdieu \| 12 \| \| 11 \| AD \| Clara Matéo \| 25 \| \| 20 \| AC \| Linda Sällström \| 25 \| | Benameur De Almeida Butel Soyer Cascarino Jaurena Bilbault Thiney Bourdieu Matéo Sällström |                    |           |
| No. | Pos.                                                                                       | Joueur             | Titulaire |
| 16 | GB                                                                                         | Karima Benameur    | 19        |
| 5 | DC                                                                                         | Elisa De Almeida   | 19        |
| 10 | DC                                                                                         | Annaïg Butel       | 17        |
| 27 | DD                                                                                         | Julie Soyer        | 20        |
| 22 | DG                                                                                         | Estelle Cascarino  | 21        |
| 8 | MD                                                                                         | Inès Jaurena       | 16        |
| 18 | MD                                                                                         | Charlotte Bilbault | 18        |
| 17 | MO                                                                                         | Gaëtane Thiney     | 26        |
| 9 | AG                                                                                         | Mathilde Bourdieu  | 12        |
| 11 | AD                                                                                         | Clara Matéo        | 25        |
| 20 | AC                                                                                         | Linda Sällström    | 25        |

### Affluence
Affluence du Paris FC à domicile
1. ↑  Seule la nationalité sportive est indiquée. Une joueuse peut avoir plusieurs nationalités mais n'a le droit de jouer que pour une seule sélection nationale.
2. ↑  Seule la sélection la plus importante est indiquée.